# Skop (powiat giżycki)
Skop (niem. Skoppen, od 1938 Reichenstein) – wieś w Polsce położona w województwie warmińsko-mazurskim, w powiecie giżyckim, w gminie Ryn.
W latach 1975–1998 miejscowość administracyjnie należała do województwa suwalskiego.